# Nordre Kirke
Nordre Kirke er en kirke i Nykøbing Falster og som navnet antyder ligger den i den nordlige del af byen.

## Eksterne kilder og henvisninger
- Wikimedia Commons har flere filer relateret til Nordre Kirke
- Nordre Kirke på KortTilKirken.dk